# Cena per due
Cena per due (The Mouse Comes to Dinner) è un film del 1945 diretto da William Hanna e Joseph Barbera. È il diciottesimo cortometraggio animato della serie Tom & Jerry, prodotto dalla Metro-Goldwyn-Mayer e uscito negli Stati Uniti il 5 maggio 1945.

## Trama
Mammy Due Scarpe ha preparato una sontuosa cena, e quando se ne va, Tom ne approfitta per chiamare la sua fidanzata Peg e invitarla a casa sua. Durante la cena, Tom usa Jerry come cameriere, cavatappi e accendisigari. Mentre svolge le proprie "mansioni", Jerry fa continuamente degli scherzi a Tom e lo prende in giro, finché non gli tira una torta sul muso. Il gatto allora gliene tira una a sua volta, ma Jerry si sposta e la torta arriva sul muso di Peg. Quest'ultima, arrabbiata, tira a sua volta quattro torte a Tom, colpendolo solo con l'ultima (con l'aiuto di Jerry). A quel punto la situazione è degenerata, e Tom tenta più volte di uccidere Jerry, soccombendo sempre ai dispetti del topo. Dopo essersi seduto su una lampada ad olio, Tom spicca un salto sfondando il soffitto e atterrando su un'asse del tavolo. Svenuto, resta appoggiato all'asse inclinata verso la coppa da punch. Jerry gli scrive "S.S. Drip" sul fianco, e Peg gli rompe addosso una bottiglia di champagne facendolo "salpare" verso il punch, nel quale Tom affonda.